# Michael Johnson (sprinter)

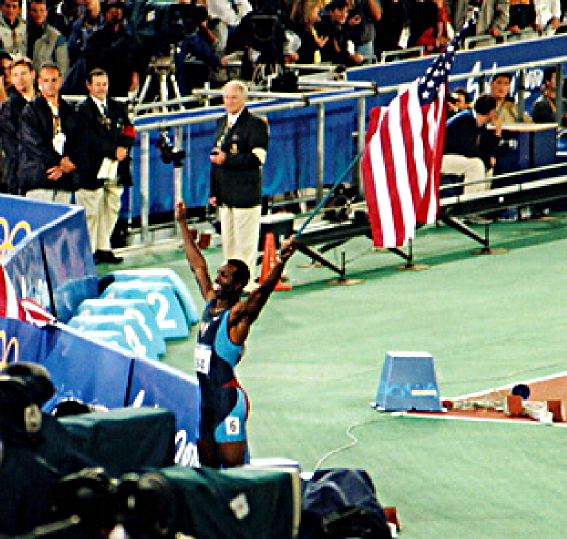
Michael Johnson viert zijn overwinning bij de Olympische Spelen in Sydney.

Michael Duane Johnson (Dallas, 13 september 1967) is een voormalige Amerikaanse atleet, die in het bezit is van het wereldrecord op de 4 x 400 m estafette (2.54,29) als lid van het team van de Verenigde Staten. Hij is voormalig wereldrecordhouder op de 200 m (19,32 s) en de 400 m (43,18 s). Hij liep tweeëntwintig 400 meterwedstrijden onder de 44 seconden en zeventien 200 meterwedstrijden onder de 20 seconden.

## Loopbaan
Johnson won in zijn carrière vijf gouden medailles bij de Olympische Spelen en was in totaal negen keer wereldkampioen, negenmaal Amerikaans kampioen (outdoor) en viermaal Amerikaans indoorkampioen. Bij de Olympische Spelen van 1996 was hij de eerste atleet, die erin slaagde om zowel de 200 als de 400 m te winnen.
Johnsons doorbraak kwam bij de wereldkampioenschappen van 1991 in Tokio, toen hij de titel op de 200 m won. Twaalf dagen voor de openingsceremonie van de Spelen van 1992 kreeg hij een voedselvergiftiging en geraakte zo uit conditie. Hij slaagde er niet in zich te kwalificeren voor de finale van de 200 m. Toch veroverde hij met het Amerikaanse team op de 4 x 400 m estafette een gouden medaille in een wereldrecordtijd. Op de wereldkampioenschappen in Stuttgart in 1993 won hij de 400 m en met het Amerikaanse team ook nog de 4 x 400 m. Bij de WK van 1995 in Göteborg won hij voor het eerst de dubbel (200 en 400 m) en ook nog de 4 x 400 m.
Bij de US Olympic Trials in juni 1996 in Atlanta liep Michael Johnson op de 200 m naar de nieuwe wereldrecordtijd van 19,66. Hij verbeterde hiermee het record van de Italiaan Pietro Mennea, die zeventien jaar eerder in Mexico-Stad tot 19,72 was gekomen. Vanzelfsprekend kwalificeerde Johnson zich met deze prestatie voor de Olympische Spelen, later dat jaar op dezelfde baan, en kon hij zich gaan voorbereiden op zijn voornemen om daar als eerste mannelijke atleet zowel de 200 als de 400 m te winnen.
In Atlanta slaagde Johnson glorieus: zowel op de 400 (43,49) als de 200 m bleek hij de beste. De laatste afstand won hij in de onwaarschijnlijk snelle tijd van 19,32, niet minder dan 0,34 seconden onder zijn tijd van enkele maanden daarvoor en een wereldrecord waarvan algemeen werd verondersteld, dat dit heel lang overeind zou blijven. In 1997 werd hij voor de derde maal wereldkampioen op de 400 m. Bij de WK van 1999 won hij de 400 m in een nieuw wereldrecord: 43,18. Hij werd ook nog wereldkampioen op de 4 x 400 m.
Door zijn rechte houding tijdens het lopen, kreeg Johnson de bijnaam The Statue (Het Standbeeld).
Bij de Olympische Spelen van 2000 in Sydney won hij de 400 m en de 4 x 400 m, wat hem een totaal van vijf olympische titels opleverde. Na 'Sydney' stopte Johnson met atletiek.
Na een bekentenis van Antonio Pettigrew dat deze doping had gebruikt, besloot Michael Johnson zijn gouden medaille van Sydney op de 4 x 400 m in te leveren. De ploeg werd ook officieel uit de uitslag geschrapt. Hij schreef hierover een column in de Daily Telegraph.
Overigens raakte Johnson zijn onaantastbaar geachte record op de 200 m in 2008 kwijt aan Usain Bolt, die er op de Olympische Spelen van Peking in slaagde om deze afstand af te leggen in 19,30.
In 2012 werd hij opgenomen in de IAAF Hall of Fame.
Tijdens de Olympische Spelen in 2016 raakte hij ook zijn eveneens onaantastbaar geachte wereldrecord op de 400 m kwijt aan de Zuid-Afrikaan Wayde van Niekerk, die in 43,03 het goud won.

## Titels
- Olympisch kampioen 200 m - 1996
- Olympisch kampioen 400 m - 1996, 2000
- Olympisch kampioen 4 x 400 m - 1992, 2000
- Wereldkampioen 200 m - 1991, 1995
- Wereldkampioen 400 m - 1993, 1995, 1997, 1999
- Wereldkampioen 4 x 400 m - 1993, 1995, 1999
- Amerikaans kampioen 200 m - 1990, 1991, 1992, 1995, 1996
- Amerikaans kampioen 400 m - 1993, 1995, 1996, 2000
- Amerikaans indoorkampioen 400 m - 1990, 1991, 1995, 1996
- NCAA-kampioen 200 m - 1990
- NCAA-indoorkampioen 200 m - 1989

## Wereldrecords
| Onderdeel           | Prestatie | Datum            | Plaats    |
| ------------------- | --------- | ---------------- | --------- |
| 200 m               | 19,66 s   | 23 juni 1996     | Atlanta   |
| 200 m               | 19,32 s   | 1 augustus 1996  | Atlanta   |
| 300 m               | 30,85 s   | 24 maart 2000    | Pretoria  |
| 400 m               | 43,18 s   | 26 augustus 1999 | Sevilla   |
| 4 x 400 m estafette | 2.55,74   | 8 augustus 1992  | Barcelona |
| 4 x 400 m estafette | 2.54,29   | 22 augustus 1993 | Barcelona |
| 4 x 400 m estafette | 2.54,20   | 22 juli 1998     | Uniondale |

## Persoonlijke records
| Onderdeel | Prestatie     | Datum            | Plaats    |
| --------- | ------------- | ---------------- | --------- |
| 100 m     | 10,09         | 15 juni 1994     | Knoxville |
| 200 m     | 19,32 (ex-WR) | 1 augustus 1996  | Atlanta   |
| 300 m     | 30,85 (ex-WR) | 24 maart 2000    | Pretoria  |
| 400 m     | 43,18 (ex-WR) | 26 augustus 1999 | Sevilla   |

## Prestaties

### Kampioenschappen

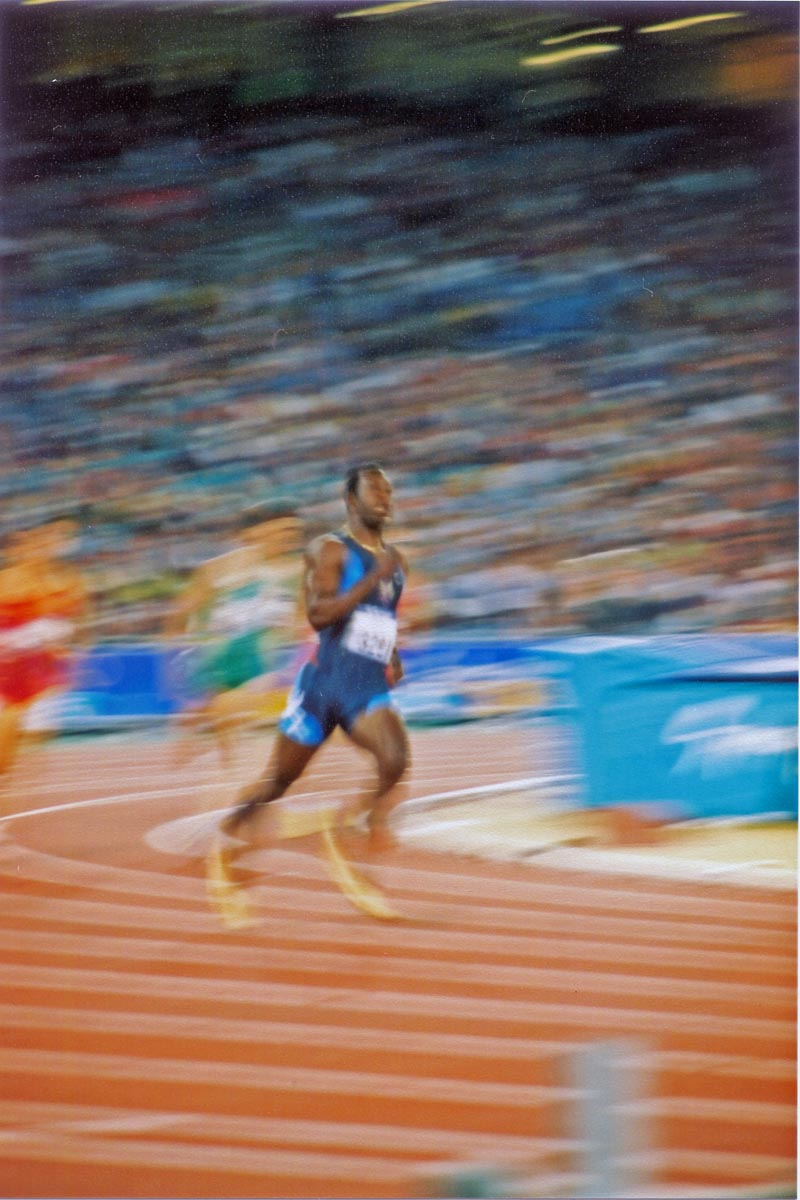
Michael Johnson

| Jaar | Meeting                       | Plaats          | Resultaat | Onderdeel |
| ---- | ----------------------------- | --------------- | --------- | --------- |
| 1990 | Goodwill Games                | Seattle         | 1e        | 200 m     |
| 1991 | IAAF / Mobil Grand Prix Final | Barcelona       | 1e        | 200 m     |
|      | WK                            | Tokio           | 1e        | 200 m     |
| 1992 | OS                            | Barcelona       | 1e        | 4 x 400 m |
| 1993 | IAAF / Mobil Grand Prix Final | Londen          | 3e        | 200 m     |
|      | WK                            | Stuttgart       | 1e        | 4 x 400 m |
|      | WK                            | Stuttgart       | 1e        | 400 m     |
| 1994 | Goodwill Games                | Sint-Petersburg | 1e        | 200 m     |
| 1995 | IAAF / Mobil Grand Prix Final | Monaco          | 1e        | 200 m     |
|      | WK                            | Göteborg        | 1e        | 4 x 400 m |
|      | WK                            | Göteborg        | 1e        | 200 m     |
|      | WK                            | Göteborg        | 1e        | 400 m     |
| 1996 | OS                            | Atlanta         | 1e        | 200 m     |
|      | OS                            | Atlanta         | 1e        | 400 m     |
| 1997 | WK                            | Athene          | 1e        | 400 m     |
| 1998 | Goodwill Games                | New York        | 1e        | 400 m     |
| 1999 | WK                            | Sevilla         | 1e        | 4 × 400 m |
|      | WK                            | Sevilla         | 1e        | 400 m     |
| 2000 | U.S. Olympic Trials           | Sacramento      | 1e        | 400 m     |
|      | OS                            | Sydney          | 1e        | 400 m     |
|      | OS                            | Sydney          | 1e        | 4 × 400 m |

### Golden League-podiumplaatsen
| Jaar | Meeting            | Plaats  | Resultaat | Onderdeel | Tijd    |
| ---- | ------------------ | ------- | --------- | --------- | ------- |
| 1998 | Bislett Games      | Oslo    | 3e        | 400 m     | 44,58 s |
|      | ISTAF              | Berlijn | 1e        | 400 m     | 44,62 s |
|      | Golden Gala        | Rome    | 1e        | 400 m     | 44,40 s |
|      | Herculis           | Monaco  | 1e        | 400 m     | 43,96 s |
|      | Weltklasse Zürich  | Zürich  | 1e        | 400 m     | 43,68 s |
|      | Memorial Van Damme | Brussel | 1e        | 400 m     | 44,06 s |
| 1999 | Golden Gala        | Rome    | 1e        | 200 m     | 19,93 s |
|      | Memorial Van Damme | Brussel | 1e        | 200 m     | 19,93 s |
| 2000 | Memorial Van Damme | Brussel | 1e        | 400 m     | 44,07 s |
|      | ISTAF              | Berlijn | 1e        | 400 m     | 45,00 s |

## Onderscheidingen
- IAAF-atleet van het jaar - 1996, 1999
- James E. Sullivan Award - 1996
- IAAF Hall of Fame - 2012

1900: John Tewksbury ·
1904: Archie Hahn ·
1908: Bobby Kerr ·
1912: Ralph Craig ·
1920: Allen Woodring ·
1924: Jackson Scholz ·
1928: Percy Williams ·
1932: Eddie Tolan ·
1936: Jesse Owens ·
1948: Mel Patton ·
1952: Andy Stanfield ·
1956: Bobby Morrow ·
1960: Livio Berruti ·
1964: Henry Carr ·
1968: Tommie Smith ·
1972: Valeri Borzov ·
1976: Don Quarrie ·
1980: Pietro Mennea ·
1984: Carl Lewis ·
1988: Joe DeLoach ·
1992: Mike Marsh ·
1996: Michael Johnson ·
2000: Konstantinos Kenteris ·
2004: Shawn Crawford ·
2008: Usain Bolt ·
2012: Usain Bolt ·
2016: Usain Bolt ·
2020: Andre De Grasse ·
2024: Letsile Tebogo
1896: Thomas Burke ·
1900: Maxey Long ·
1904: Harry Hillman ·
1908: Wyndham Halswelle ·
1912: Charles Reidpath ·
1920: Bevil Rudd ·
1924: Eric Liddell ·
1928: Ray Barbuti ·
1932: Bill Carr ·
1936: Archie Williams ·
1948: Arthur Wint ·
1952: George Rhoden ·
1956: Charlie Jenkins ·
1960: Otis Davis ·
1964: Mike Larrabee ·
1968: Lee Evans ·
1972: Vince Matthews ·
1976: Alberto Juantorena ·
1980: Viktor Markin ·
1984: Alonzo Babers ·
1988: Steve Lewis ·
1992: Quincy Watts ·
1996: Michael Johnson ·
2000: Michael Johnson ·
2004: Jeremy Wariner ·
2008: LaShawn Merritt ·
2012: Kirani James · 
2016: Wayde van Niekerk · 
2020: Steven Gardiner · 
2024: Quincy Hall
1912: Sheppard, Lindberg, Meredith, Reidpath ·
1920: Griffiths, Lindsay, Ainsworth-Davis, Butler ·
1924: Cochran, Helffrich, MacDonald, Stevenson ·
1928: Baird, Alderman, Spencer, Barbuti ·
1932: Fuqua, Ablowich, Warner, Carr ·
1936: Wolff, Rampling, Roberts, Brown ·
1948: Harnden, Bourland, Cochran, Whitfield ·
1952: Wint, Laing, McKenley, Rhoden ·
1956: Jenkins, Jones, Mashburn, Courtney ·
1960: Yerman, Young, G. Davis, O. Davis ·
1964: Cassell, Larrabee, Williams, Carr ·
1968: Matthews, Freeman, James, Evans ·
1972: Asati, Nyamau, Ouko, Sang ·
1976: Frazier, Brown, Newhouse, Parks ·
1980: Valiulis, Linge, Tsjernetski, Markin ·
1984: Nix, Armstead, Babers, McKay ·
1988: Everett, Lewis, Robinzine, Reynolds ·
1992: Valmon, Watts, Johnson, Lewis ·
1996: Harrison, Smith, Mills, Maybank ·
2000: Bada, Chukwu, Monye, Udo-Obong  ·
2004: Harris, Brew, Wariner, Williamson ·
2008: Merritt, Taylor, Neville, Wariner ·
2012: Brown, Pinder, Mathieu, Miller ·
2016: Hall, McQuay, Roberts, Merritt ·
2020: Cherry, Norman, Deadmon, Benjamin ·
2024: Bailey, Norwood, Deadmon, Benjamin
1983 Calvin Smith ·
1987 Calvin Smith ·
1991 Michael Johnson ·
1993 Frankie Fredericks ·
1995 Michael Johnson ·
1997 Ato Boldon ·
1999 Maurice Greene ·
2001 Konstantinos Kenteris ·
2003 John Capel ·
2005 Justin Gatlin ·
2007 Tyson Gay ·
2009 Usain Bolt ·
2011 Usain Bolt ·
2013 Usain Bolt ·
2015 Usain Bolt ·
2017 Ramil Goelijev ·
2019 Noah Lyles ·
2022 Noah Lyles ·
2023 Noah Lyles
1983 Bert Cameron ·
1987 Thomas Schönlebe ·
1991 Antonio Pettigrew ·
1993 Michael Johnson ·
1995 Michael Johnson ·
1997 Michael Johnson ·
1999 Michael Johnson ·
2001 Avard Moncur ·
2003 Jerome Young ·
2005 Jeremy Wariner ·
2007 Jeremy Wariner ·
2009 LaShawn Merritt ·
2011 Kirani James ·
2013 LaShawn Merritt ·
2015 Wayde van Niekerk ·
2017 Wayde van Niekerk ·
2019 Steven Gardiner ·
2022 Michael Norman ·
2023 Antonio Watson
1983: Lovasjov, Troshchilo, Tsjernetski, Markin ·
1987: Everett, Haley, McKay, Reynolds ·
1991: Black, Redmond, Regis, Akabusi ·
1993: Valmon, Watts, Reynolds, Johnson ·
1995: Ramsey, Mills, Reynolds, Johnson ·
1997: Thomas, Black, Baulch, Richardson, Hylton ·
1999: Czubak, Maćkowiak, Bocian, Haczek ·
2001: Moncur, Brown, McIntosh, Munnings ·
2003: Djhone, Keïta, Diagana, Raquil ·
2005: Rock, Brew, Williamson, Wariner ·
2007: Merritt, Taylor, Williamson, Wariner ·
2009: Taylor, Wariner, Clement, Merritt ·
2011: Nixon, Jackson, Taylor, Merritt ·
2013: Verburg, McQuay, Hall, Merritt ·
2015: Verburg, McQuay, Nellum, Merritt ·
2017: Solomon, Richards, Cedenio, Gordon ·
2019: Kerley, Cherry, London, Benjamin ·
2022: Godwin, Norman, Deadmon, Allison ·
2023: Hall, Norwood, Robinson, Benjamin
- Gemeinsame Normdatei: 1199599077
- World Athletics: 14242187
- International Standard Name Identifier: 0000 0000 8227 7425
- Library of Congress Control Number: no96067326
- Nederlandse Thesaurus van Auteursnamen: 338779736
- Virtual International Authority File: 48826326
- WorldCat: E39PBJdWMwBYwBbMRRp33cDTHC